# Nanostrangalia semichujoi
Nanostrangalia semichujoi är en skalbaggsart som först beskrevs av Hayashi 1974.  Nanostrangalia semichujoi ingår i släktet Nanostrangalia och familjen långhorningar.
Artens utbredningsområde är Taiwan. Inga underarter finns listade i Catalogue of Life.